# Campeonato Mundial de Atletismo de 2017 - 400 m com barreiras feminino

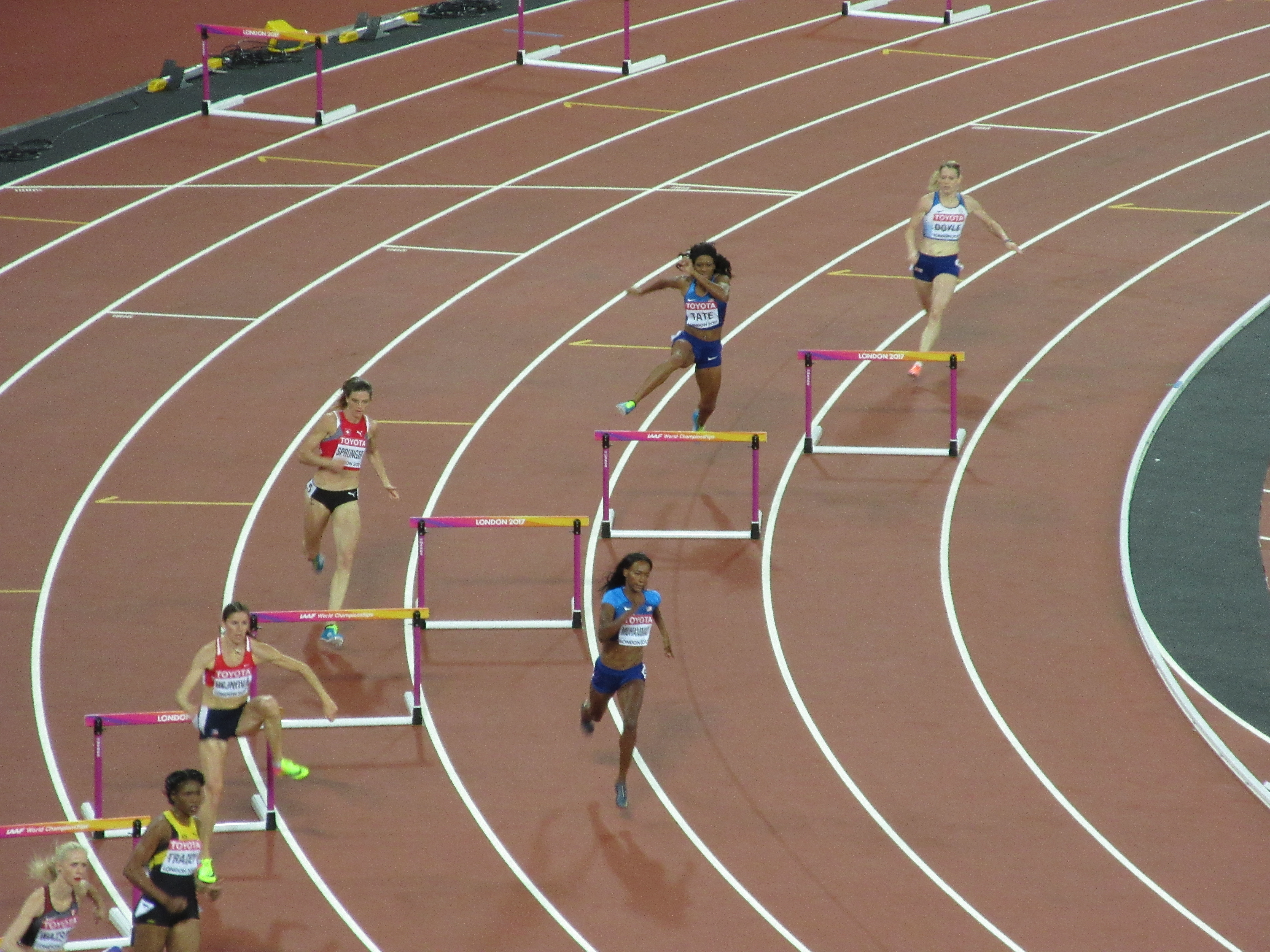
400 metros com barreira.

A competição dos 400 metros com barreiras feminino no Campeonato Mundial de Atletismo de 2017 foi realizada no Estádio Olímpico de Londres nos dias 7, 8 e 10 de agosto. Kori Carter dos Estados Unidos levou a medalha de ouro.

## Recordes
Antes da competição, os recordes eram os seguintes:
| Recorde mundial                               | Yuliya Pechonkina (RUS)    | 52.34 | Tula, Rússia               | 8 de agosto de 2003    |
| Recorde do campeonato                         | Melaine Walker (JAM)       | 52.42 | Berlim, Alemanha           | 20 de agosto de 2009   |
| Melhor marca do ano                           | Dalilah Muhammad (USA)     | 52.64 | Sacramento, Estados Unidos | 25 de junho de 2017    |
| Recorde africano                              | Nezha Bidouane (MAR)       | 52.90 | Sevilha, Espanha           | 25 de agosto de 1999   |
| Recorde asiático                              | Han Qing (CHN)             | 53.96 | Pequim, China              | 9 de setembro de 1993  |
| Recorde asiático                              | Song Yinglan (CHN)         | 53.96 | Guangzhou, China           | 17 de novembro de 2001 |
| Recorde da América do Norte, Central e Caribe | Melaine Walker (JAM)       | 52.42 | Berlim, Alemanha           | 20 de agosto de 2009   |
| Recorde sul-americano                         | Gianna Woodruff (PAN)      | 55.76 | Tucson, Estados Unidos     | 20 de maio de 2017     |
| Recorde europeu                               | Yuliya Pechonkina (RUS)    | 52.34 | Tula, Rússia               | 8 de agosto de 2003    |
| Recorde da Oceania                            | Debbie Flintoff-King (AUS) | 53.17 | Seul. Coreia do Sul        | 27 de setembro de 1988 |

## Medalhistas
| Ouro              | Prata                  | Bronze                  |
| Kori Carter (USA) | Dalilah Muhammad (USA) | Ristananna Tracey (JAM) |

## Tempo de qualificação
| Tempo de qualificação |
| --------------------- |
| 56.10                 |

## Calendário
| Data                 | Horário | Fase          |
| -------------------- | ------- | ------------- |
| 7 de agosto de 2017  | 19:30   | Eliminatórias |
| 8 de agosto de 2017  | 20:235  | Semifinais    |
| 10 de agosto de 2017 | 21:35   | Final         |

Todos os horários estão no horário local (UTC+1)

## Resultados

### Eliminatórias
Qualificação: Quatro primeiros de cada bateria (Q) e os quatro melhores tempos (q) 
| Pos. | Série | Raia | Atleta                | Nacionalidade      | Tempo   | Notas                |
| ---- | ----- | ---- | --------------------- | ------------------ | ------- | -------------------- |
| 1    | 1     | 6    | Dalilah Muhammad      | Estados Unidos     | 54.59   | Q                    |
| 2    | 3     | 2    | Ristananna Tracey     | Jamaica            | 54.92   | Q                    |
| 3    | 4     | 3    | Kori Carter           | Estados Unidos     | 54.99   | Q                    |
| 4    | 2     | 8    | Zuzana Hejnová        | Chéquia            | 55.05   | Q                    |
| 5    | 1     | 3    | Sage Watson           | Canadá             | 55.06   | Q                    |
| 6    | 5     | 2    | Léa Sprunger          | Suíça              | 55.14   | Q                    |
| 7    | 5     | 7    | Rhonda Whyte          | Jamaica            | 55.18   | Q                    |
| 8    | 2     | 4    | Sara Petersen         | Dinamarca          | 55.23   | Q                    |
| 9    | 5     | 3    | Glory Onome Nathaniel | Nigéria            | 55.30   | Q,                   |
| 10   | 1     | 2    | Denisa Rosolová       | Chéquia            | 55.41   | Q,                   |
| 11   | 1     | 4    | Sparkle McKnight      | Trinidad e Tobago  | 55.46   | Q,                   |
| 12   | 4     | 8    | Wenda Nel             | África do Sul      | 55.47   | Q                    |
| 13   | 2     | 7    | Cassandra Tate        | Estados Unidos     | 55.48   | Q                    |
| 14   | 4     | 9    | Eilidh Doyle          | Grã-Bretanha       | 55.49   | Q                    |
| 15   | 2     | 5    | Ayomide Folorunso     | Itália             | 55.65   | Q,                   |
| 16   | 3     | 7    | Petra Fontanive       | Suíça              | 56.13   | Q                    |
| 17   | 1     | 7    | Leah Nugent           | Jamaica            | 56.16   | q                    |
| 18   | 3     | 6    | Shamier Little        | Estados Unidos     | 56.18   | Q                    |
| 19   | 2     | 3    | Joanna Linkiewicz     | Polónia            | 56.18   | q                    |
| 20   | 5     | 5    | Grace Claxton         | Porto Rico         | 56.35   | Q                    |
| 21   | 5     | 9    | Yadisleidy Pedroso    | Itália             | 56.41   | q                    |
| 22   | 5     | 6    | Meghan Beesley        | Grã-Bretanha       | 56.41   | q                    |
| 23   | 5     | 8    | Amalie Iuel           | Noruega            | 56.42   |                      |
| 24   | 1     | 5    | Zurian Hechavarría    | Cuba               | 56.44   |                      |
| 25   | 1     | 8    | Lauren Wells          | Austrália          | 56.49   |                      |
| 26   | 4     | 2    | Gianna Woodruff       | Panamá             | 56.50   | Q                    |
| 27   | 3     | 5    | Agata Zupin           | Eslovênia          | 56.54   | Q                    |
| 28   | 3     | 3    | Olena Kolesnychenko   | Ucrânia            | 56.88   |                      |
| 29   | 4     | 7    | Marzia Caravelli      | Itália             | 56.92   |                      |
| 30   | 4     | 6    | Viktoriya Tkachuk     | Ucrânia            | 57.05   |                      |
| 31   | 2     | 2    | Jessica Turner        | Grã-Bretanha       | 56.98   |                      |
| 32   | 3     | 8    | Aminat Yusuf Jamal    | Bahrein            | 57.41   |                      |
| 33   | 5     | 4    | Noelle Montcalm       | Canadá             | 57.45   |                      |
| 34   | 3     | 4    | Jackie Baumann        | Alemanha           | 57.59   |                      |
| 35   | 2     | 6    | Déborah Rodríguez     | Uruguai            | 57.61   | Recorde da temporada |
| 36   | 2     | 9    | Yasmin Giger          | Suíça              | 57.72   |                      |
| 37   | 4     | 4    | Tia-Adana Belle       | Barbados           | 58.82   |                      |
| 38   | 4     | 5    | Drita Islami          | Macedônia do Norte | 1:00.38 |                      |
| 39   | 3     | 9    | Kristina Pronzhenko   | Tajiquistão        | 1:03.44 |                      |

### Semifinais
Qualificação: Dois primeiros de cada bateria (Q) e os dois melhores tempos (q).
| Pos. | Série | Raia | Atleta                | Nacionalidade     | Tempo | Notas      |
| ---- | ----- | ---- | --------------------- | ----------------- | ----- | ---------- |
| 1    | 1     | 6    | Zuzana Hejnová        | Chéquia           | 54.59 | Q          |
| 2    | 2     | 4    | Ristananna Tracey     | Jamaica           | 54.79 | Q          |
| 3    | 2     | 5    | Léa Sprunger          | Suíça             | 54.82 | Q          |
| 4    | 1     | 7    | Kori Carter           | Estados Unidos    | 54.92 | Q          |
| 5    | 3     | 5    | Dalilah Muhammad      | Estados Unidos    | 55.00 | Q          |
| 6    | 3     | 4    | Sage Watson           | Canadá            | 55.05 | Q          |
| 7    | 2     | 9    | Cassandra Tate        | Estados Unidos    | 55.31 | q          |
| 8    | 3     | 9    | Eilidh Doyle          | Grã-Bretanha      | 55.33 | q          |
| 9    | 2     | 7    | Sara Petersen         | Dinamarca         | 55.45 |            |
| 10   | 1     | 4    | Wenda Nel             | África do Sul     | 55.70 |            |
| 11   | 1     | 9    | Shamier Little        | Estados Unidos    | 55.76 |            |
| 12   | 1     | 5    | Petra Fontanive       | Suíça             | 55.79 |            |
| 13   | 3     | 3    | Yadisleidy Pedroso    | Itália            | 55.95 |            |
| 14   | 1     | 2    | Leah Nugent           | Jamaica           | 56.19 |            |
| 15   | 1     | 3    | Joanna Linkiewicz     | Polónia           | 56.25 |            |
| 16   | 3     | 8    | Grace Claxton         | Porto Rico        | 56.40 |            |
| 17   | 3     | 7    | Denisa Rosolová       | Chéquia           | 56.40 |            |
| 18   | 2     | 8    | Ayomide Folorunso     | Itália            | 56.47 |            |
| 19   | 1     | 8    | Sparkle McKnight      | Trinidad e Tobago | 56.59 |            |
| 20   | 2     | 3    | Meghan Beesley        | Grã-Bretanha      | 56.61 |            |
| 21   | 2     | 2    | Agata Zupin           | Eslovênia         | 57.05 |            |
| 22   | 3     | 2    | Gianna Woodruff       | Panamá            | 57.32 |            |
| 23   | 2     | 6    | Glory Onome Nathaniel | Nigéria           | DSQ   | R 163.3(a) |
| 23   | 3     | 6    | Rhonda Whyte          | Jamaica           | DSQ   | R 163.3(a) |

### Final
A final da prova ocorreu dia 10 de agosto às 21:35.
| Pos.              | Raia | Atleta            | Nacionalidade  | Tempo | Notas                |
| ----------------- | ---- | ----------------- | -------------- | ----- | -------------------- |
| Medalha de ouro   | 9    | Kori Carter       | Estados Unidos | 53.07 |                      |
| Medalha de prata  | 4    | Dalilah Muhammad  | Estados Unidos | 53.50 |                      |
| Medalha de bronze | 7    | Ristananna Tracey | Jamaica        | 53.74 | Recorde pessoal      |
| 4                 | 6    | Zuzana Hejnová    | Chéquia        | 54.20 | Recorde da temporada |
| 5                 | 5    | Léa Sprunger      | Suíça          | 54.59 |                      |
| 6                 | 8    | Sage Watson       | Canadá         | 54.92 |                      |
| 7                 | 3    | Cassandra Tate    | Estados Unidos | 55.43 |                      |
| 8                 | 2    | Eilidh Doyle      | Grã-Bretanha   | 55.71 |                      |

Legenda
| Recorde mundial       | Recorde mundial (World record)               |                       | Recorde africano                      | Recorde africano (African) |                                           | Q | Classificado por posição (Qualified) |
| Recorde do campeonato | Recorde do campeonato (Championship record)  | Recorde da América    | Recorde da América (Americas)         | q                          | Classificado por melhor tempo (Qualified) |   |                                      |
| Melhor marca do ano   | Melhor marca do ano (World leading)          | Recorde asiático      | Recorde asiático (Asian)              | DNS                        | Não largou (Did not start)                |   |                                      |
| Recorde nacional      | Recorde nacional (National record)           | Recorde europeu       | Recorde europeu (European)            | DNF                        | Não terminou (Did not finish)             |   |                                      |
| Recorde pessoal       | Recorde pessoal do atleta (Personal best)    | Recorde da Oceania    | Recorde da Oceania (Oceania)          | DSQ / DQ                   | Desclassificado (Disqualified)            |   |                                      |
| Recorde da temporada  | Recorde da temporada do atleta (Season best) | Recorde sul-americano | Recorde sul-americano (South America) | NM                         | Sem marca (No mark)                       |   |                                      |